# Химна Зимбабвеа
Kalibusiswe Ilizwe leZimbabwe или Simudzai Mureza WeZimbabwe или Blessed be the Land of Zimbabwe је државна химна Зимбабвеа

## Енглески
Lift high the banner, the flag of Zimbabwe
The symbol of freedom proclaiming victory;
We praise our heroes' sacrifice,
And vow to keep our land from foes;
And may the Almighty protect and bless our land.

Oh lovely Zimbabwe, so wondrously adorned
With mountains, and rivers cascading, flowing free;
May rain abound, and fertile fields;
May we be fed, our labour blessed;
And may the Almighty protect and bless our land.

Oh God, we beseech Thee to bless our native land;
The land of our fathers bestowed upon us all;
From Zambezi to Limpopo
May leaders be exemplary;
And may the Almighty protect and bless our land.

## Шона
Simudzai mureza wedu weZimbabwe
Yakazvarwa nomoto wechimurenga;
Neropa zhinji ramagamba
Tiidzivirire kumhandu dzose;
Ngaikomborerwe nyika yeZimbabwe.

Tarisai Zimbabwe nyika yakashongedzwa
Namakomo, nehova, zvinoyevedza
Mvura ngainaye, minda ipe mbesa
Vashandi vatuswe, ruzhinji rugutswe;
Ngaikomborerwe nyika yeZimbabwe.

Mwari ropafadzai nyika yeZimbabwe
Nyika yamadzitateguru edu tose;
Kubva Zambezi kusvika Limpopo,
Navatungamiri vave nenduramo;
Ngaikomborerwe nyika yeZimbabwe.

## Ндебеле
Phakamisan iflegi yethu yeZimbabwe
Eyazalwa yimpi yenkululeko;
Legaz' elinengi lamaqhawe ethu
Silivikele ezithan izonke;
Kalibusisiwe ilizwe leZimbabwe.

Khangelan' iZimbabwe yon' ihlotshiwe
Ngezintaba lang' miful' ebukekayo,
Izulu kaline, izilimo zande;
Iz' sebenzi zenam', abantu basuthe;
Kalibusisiwe ilizwe leZimbabwe.

Nkosi busis' ilizwe lethu leZimbabwe
Ilizwe labokhokho bethu thina sonke;
Kusuk' eZambezi kusiy' eLimpopo
Abakhokheli babe lobuqotho;
Kalibusisiwe ilizwe leZimbabwe